# G7 del 1976
Il secondo vertice del G7 si tenne a Dorado, presso San Juan, Porto Rico, tra il 27 e il 28 giugno 1976.
Fu la seconda edizione del vertice informale tra i capi di stato e di governo dei più importanti paesi industrializzati ad economia di mercato, la prima a tenersi con il formato a sette membri: da quell'anno infatti il Canada si aggiunse a Francia, Germania Ovest, Giappone, Italia, Regno Unito e Stati Uniti.

## Partecipanti
| Membri del G7 In grassetto lo stato ospitante | Rappresentato da         | Titolo                   |
| --------------------------------------------- | ------------------------ | ------------------------ |
| Canada                                        | Pierre Trudeau           | Primo ministro           |
| Francia                                       | Valéry Giscard d'Estaing | Presidente               |
| Germania Ovest                                | Helmut Schmidt           | Cancelliere federale     |
| Giappone                                      | Takeo Miki               | Primo Ministro           |
| Italia                                        | Aldo Moro                | Presidente del Consiglio |
| Regno Unito                                   | Harold Wilson            | Primo Ministro           |
| Stati Uniti d'America                         | Gerald Ford              | Presidente               |

## Galleria d'immagini

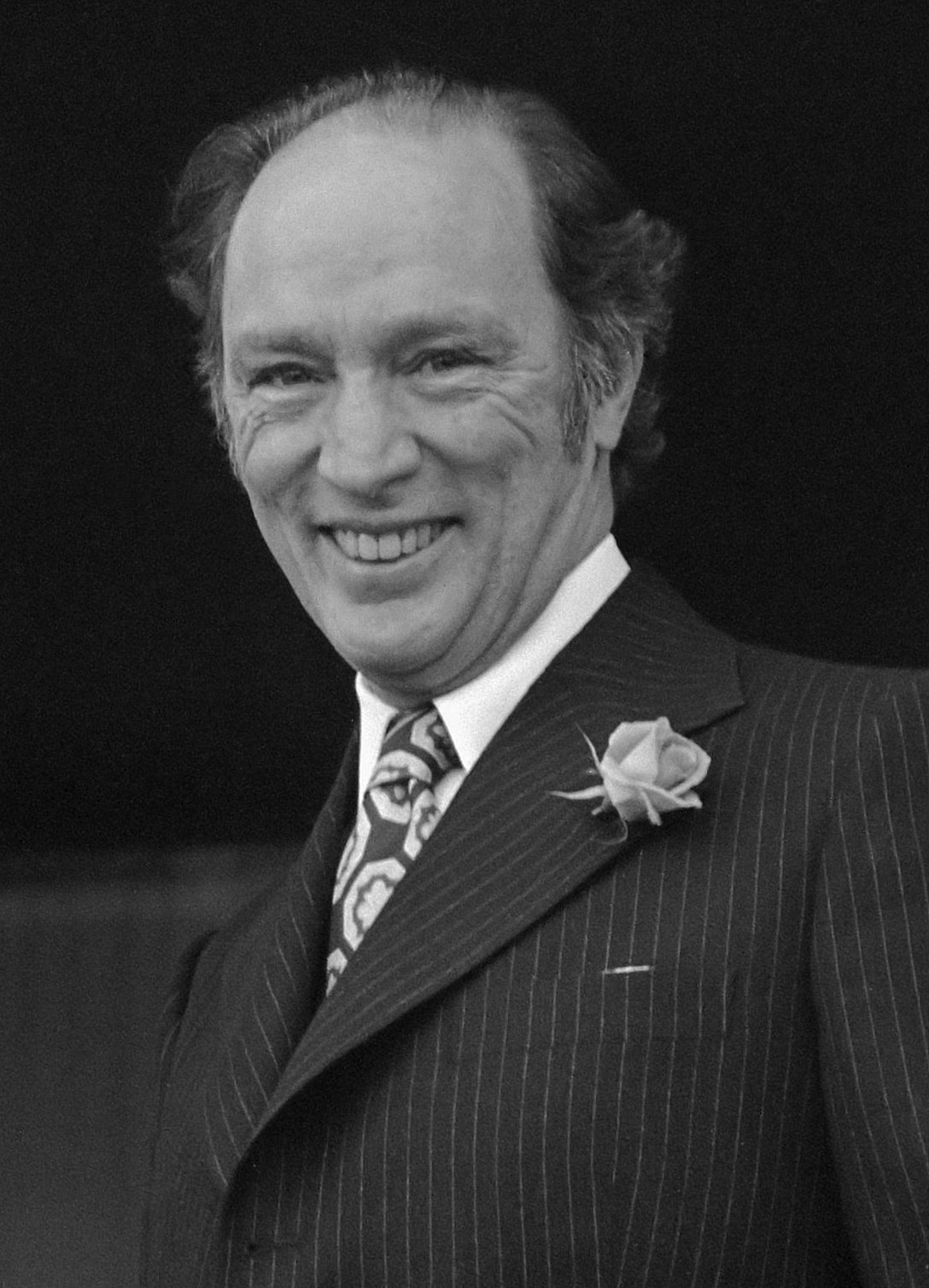
Canada Pierre Trudeau, Primo Ministro
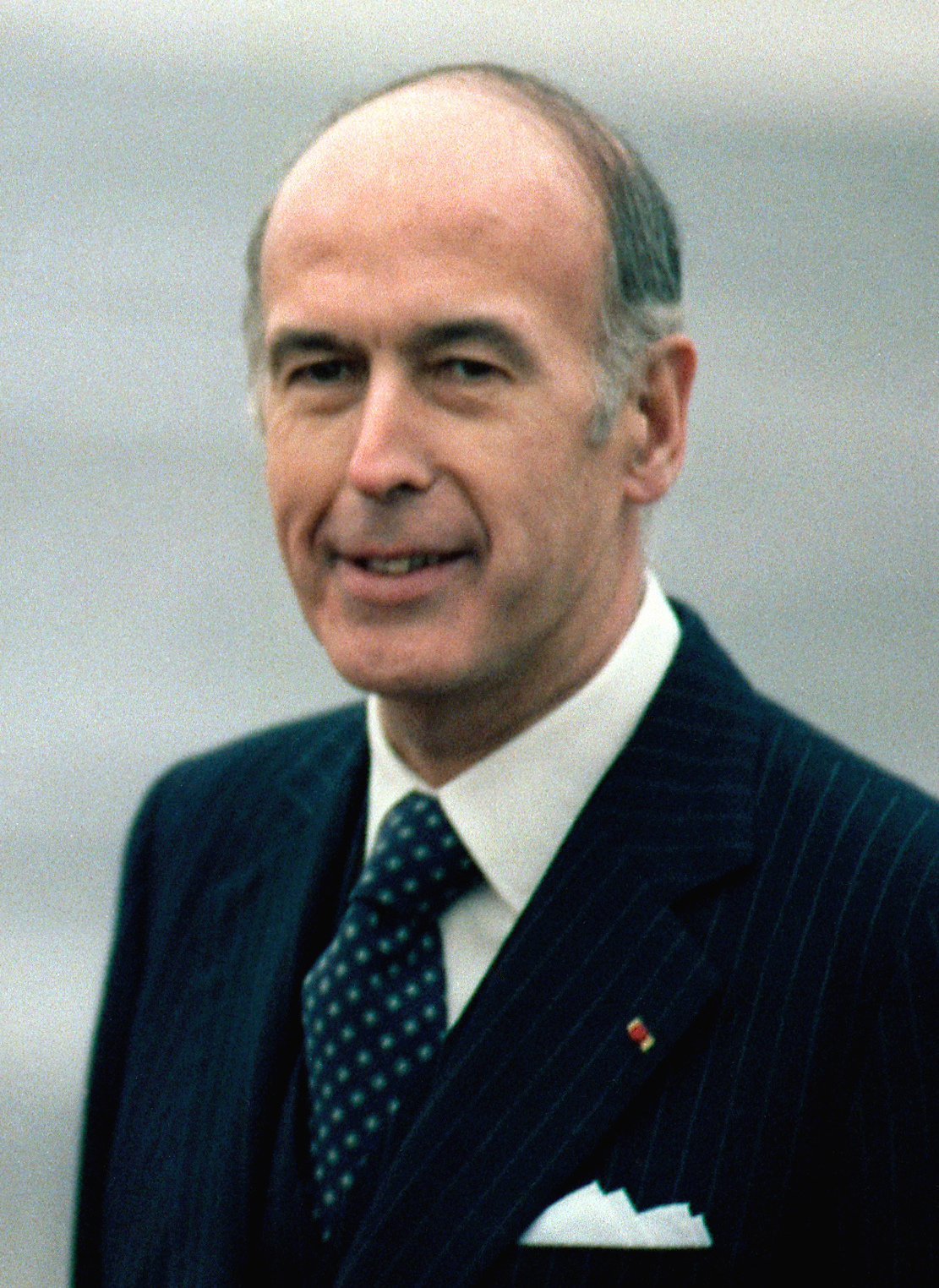
Francia Valéry Giscard d'Estaing, Presidente
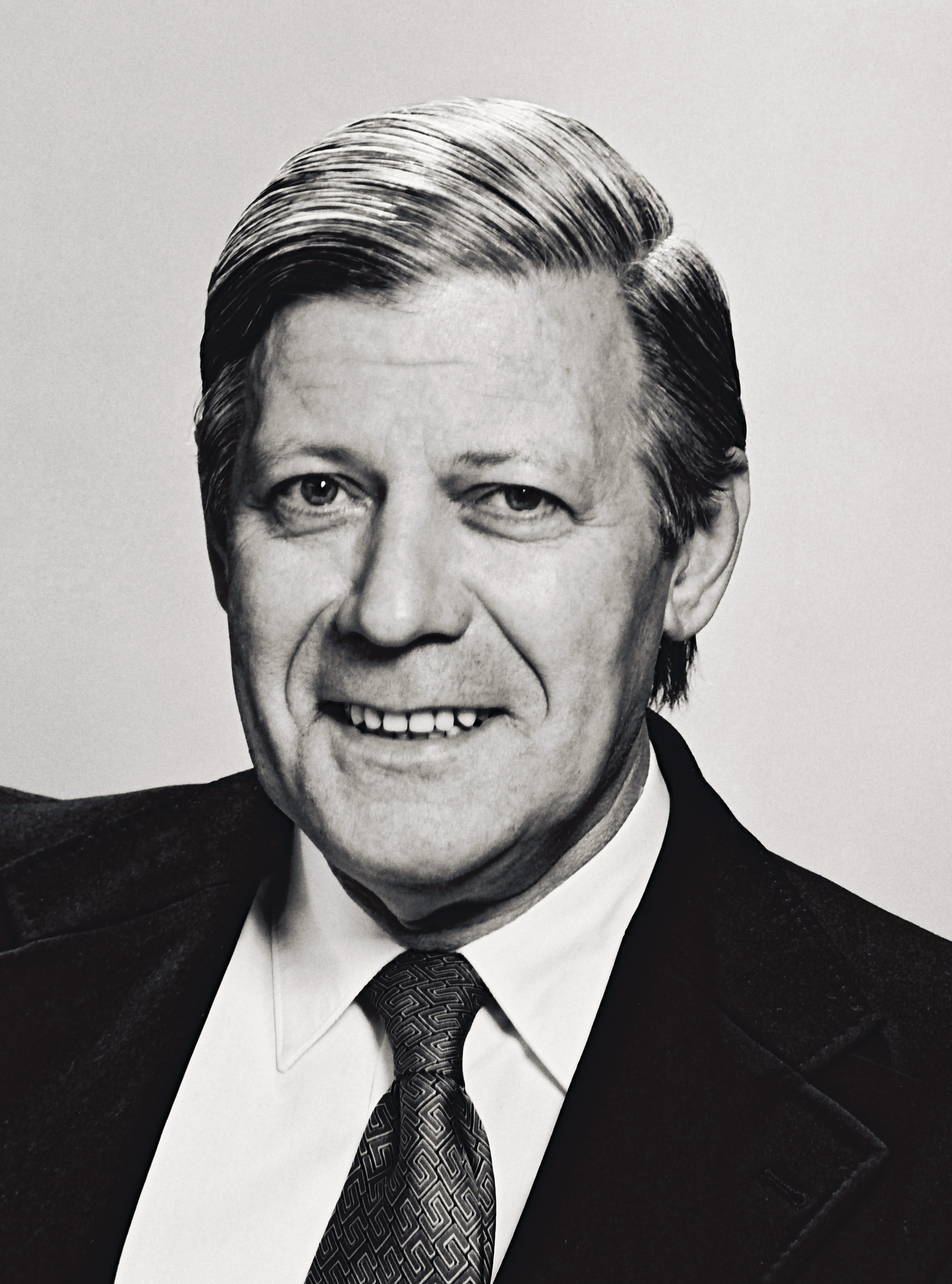
Germania Helmut Schmidt, Cancelliere Federale
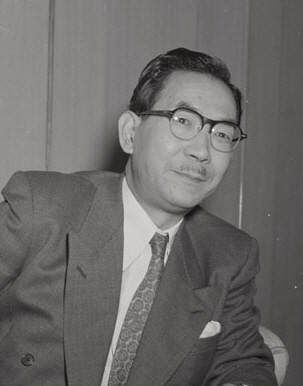
Giappone Takeo Miki, Primo Ministro
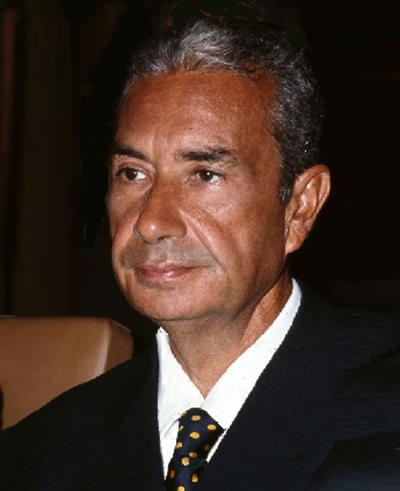
Italia Aldo Moro, Presidente del Consiglio
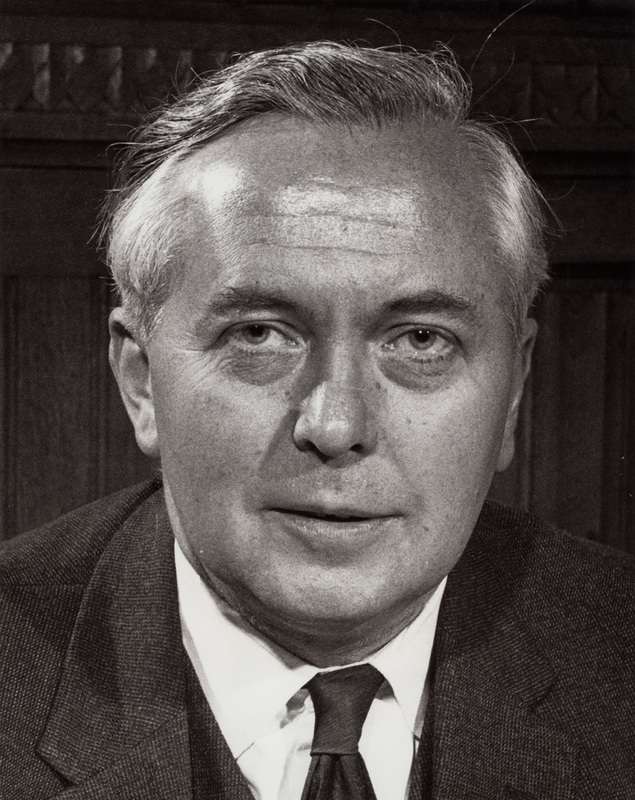
Regno Unito Harold Wilson, Primo Ministro
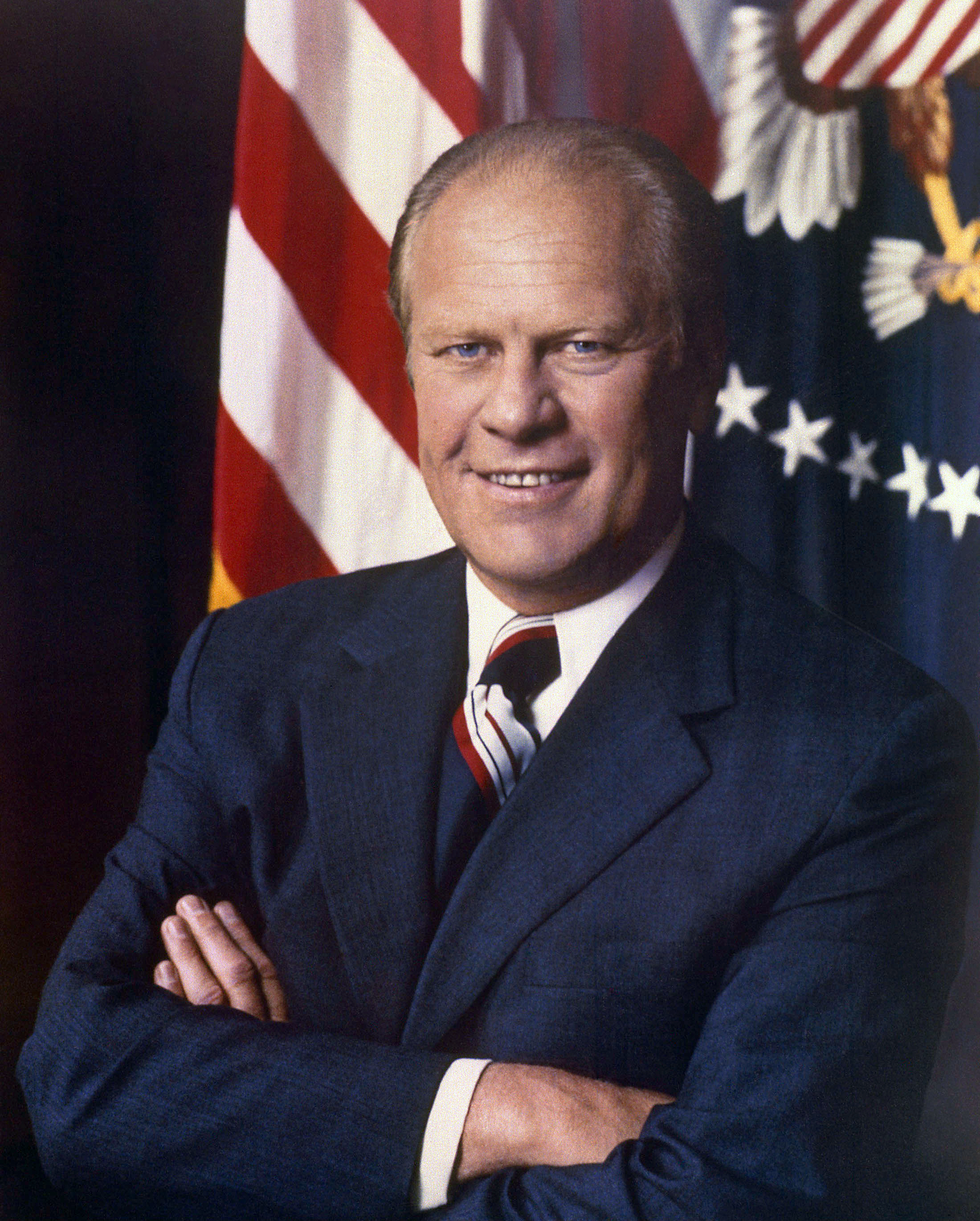
Stati Uniti Gerald Ford, Presidente